# سيزار أمارو
سيزار أمارو (بالإسبانية: César Amaro)‏ هو عازف قيثارة أوروغواياني، ولد في 25 أكتوبر 1948 في مونتفيدو في الأوروغواي، وتوفي بنفس المكان في 31 يوليو 2012.